# Alfonso Fernández el Niño
Alfonso Fernández el Niño (c. 1240-1281). Noble castellano e hijo ilegítimo del rey Alfonso X de Castilla y de Elvira Rodríguez de Villada.
Fue señor consorte de Molina y Mesa por su matrimonio con Blanca Alfonso de Molina, y a lo largo de su vida su padre le encomendó diversas misiones administrativas y militares casi siempre en relación con el reino de Sevilla y Andalucía.

## Orígenes familiares
Fue hijo de Alfonso X y de Elvira Rodríguez de Villada. Por parte paterna era nieto del rey Fernando III de Castilla y de la reina Beatriz de Suabia, y por parte materna era nieto de Rodrigo Fernández de Villada.
Fue hermanastro por parte paterna del rey Sancho IV de Castilla y de los infantes Fernando de la Cerda y Juan, entre otros, y por parte materna de Gonzalo Morán, ricohombre leonés y merino mayor de León.

## Biografía

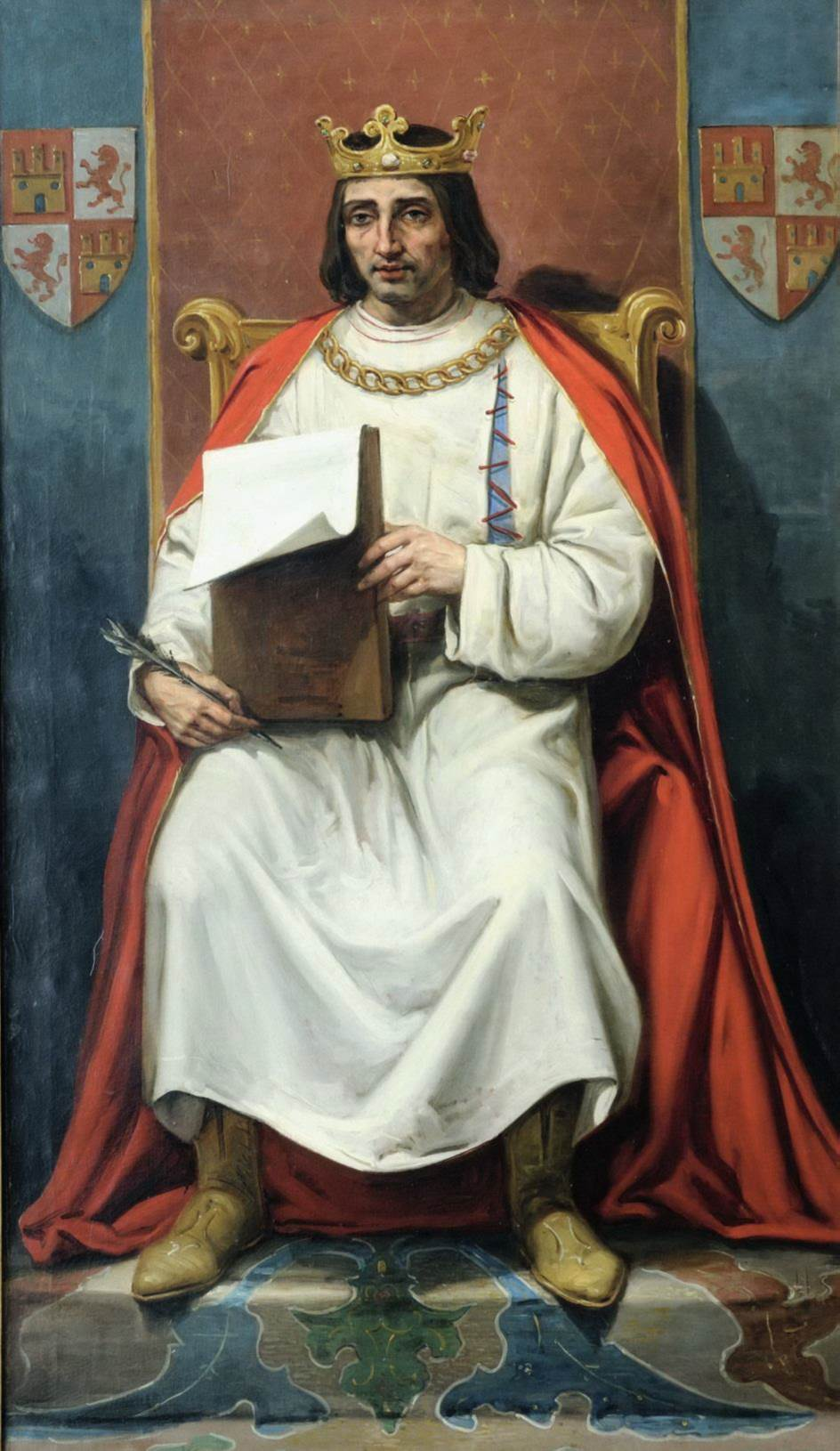
Retrato imaginario de Alfonso X de Castilla. José María Rodríguez de Losada. (Ayuntamiento de León).

Nació alrededor de 1240 ó 1242, y en 1254 comenzó a aparecer como confirmante en los privilegios reales, según consta en un documento fechado en ese año del monasterio de Valdeiglesias y mencionado por Luis de Salazar y Castro, y también en un privilegio otorgado el 6 de octubre de 1255 por su padre al monasterio de Santa María de Retuerta, en los que confirma como Alfonso Fernández, «fijo del Rey». Gozó siempre de la confianza de su padre, a causa de su habilidad y competencia, demostradas tanto en los asuntos políticos como en los militares.
En 1262, cuando contaba con unos veinte años de edad, fue el encargado de presidir la comisión de repartimiento de tierras del reino de Niebla, con la colaboración del prelado Pedro Lorenzo, obispo de Cuenca, y su labor concluyó a mediados de agosto de 1262. Y en abril de 1267, cinco años después, Alfonso Fernández y Ferrand García, arcediano de Niebla, junto con el escribano real Domingo Ruiz, deslindaron el término de Huelva con respecto a los de Saltés, Niebla y Gibraleón, siendo ayudados en su tarea por caballeros, hombres buenos y musulmanes que conocían las tierras y términos de las villas que iban a ser deslindadas.
Alfonso Fernández contrajo matrimonio, alrededor de 1268 y previa dispensa matrimonial por consanguinidad de los contrayentes, con su tía Blanca Alfonso de Molina, hija del infante Alfonso de Molina y de Mafalda González de Lara, señora de Molina y Mesa. Y tras la derrota de los mudéjares andaluces y murcianos, que se habían sublevado contra Alfonso X en 1264, Alfonso Fernández permaneció en la zona de Jerez de la Frontera, y el 12 de octubre de 1269 Alfonso X dispuso que en dicha ciudad no debería haber más de treinta donadíos, y que el resto de las tierras de su término pasaría a ser de los pobladores de la ciudad. Y en 1269, Alfonso Fernández llevó a cabo el deslinde del término de Medina Sidonia, asesorado entre otros por Diego Sánchez de Funes,
Su esposa, Blanca Alfonso de Molina, heredó del señorío de Molina a principios de 1272, tras la muerte del infante Alfonso de Molina, y poco después, el 4 de marzo de 1272, y a petición del concejo y de las aldeas de Molina de Aragón, los nuevos señores de Molina y Mesa ampliaron y mejoraron el fuero de dicha ciudad, y revocaron la disposición de que no fueran naturales de allí el merino, el alcalde del municipio y el arcediano o deán. El 23 de marzo de 1272 ambos cónyuges realizaron una donación al monasterio de Piedra Buena de Molina de Aragón, y en un documento fechado el 15 de julio de 1272, se refieren a Alfonso Fernández como «fijo del rey e sennor de Molina». Y en 1275 Blanca Alfonso de Molina amplió y mejoró nuevamente el fuero de Molina de Aragón, aunque sin contar con la colaboración de su esposo, y en el documento se refieren a ella como «Doña Blanca, Señora de Molina y Mefa».
Al estar vacante en esos años el cargo de adelantado mayor de la frontera de Andalucía, Alfonso Fernández ejerció parte de las funciones de dicho cargo por su condición de tenente de Sevilla, aunque nunca es mencionado en los documentos y privilegios de la época con el título de adelantado mayor de la frontera. Y en 1273, como experto en asuntos militares, Alfonso Fernández acompañó y asesoró a su hermanastro Fernando de la Cerda, heredero del trono, en la guerra que se libró ese año contra el reino nazarí de Granada, y también en la lucha contra los magnates castellanos que se habían sublevado contra Alfonso X, entre los que figuraban el infante Felipe de Castilla, hermano del rey, y Nuño González de Lara el Bueno, señor de la casa de Lara. 

En 1274 su padre le encomendó la defensa de la ciudad de Sevilla y de su Alcázar mientras él partía para proseguir el Fecho del Imperio, y en mayo de ese mismo año el rey le envió una carta, a instancias de Raimundo de Losana, arzobispo de Sevilla, en la que le ordenaba que hiciera cumplir los pagos de los diezmos y de las rentas del almojarifazgo que correspondían a la archidiócesis de Sevilla. Y el 3 de agosto de 1274 Alfonso X confirmó mediante un documento el deslinde realizado por Alfonso Fernández acerca de los términos entre Jerez de la Frontera, Lebrija, Arcos de la Frontera, Alcalá de los Gazules y Medina Sidonia.

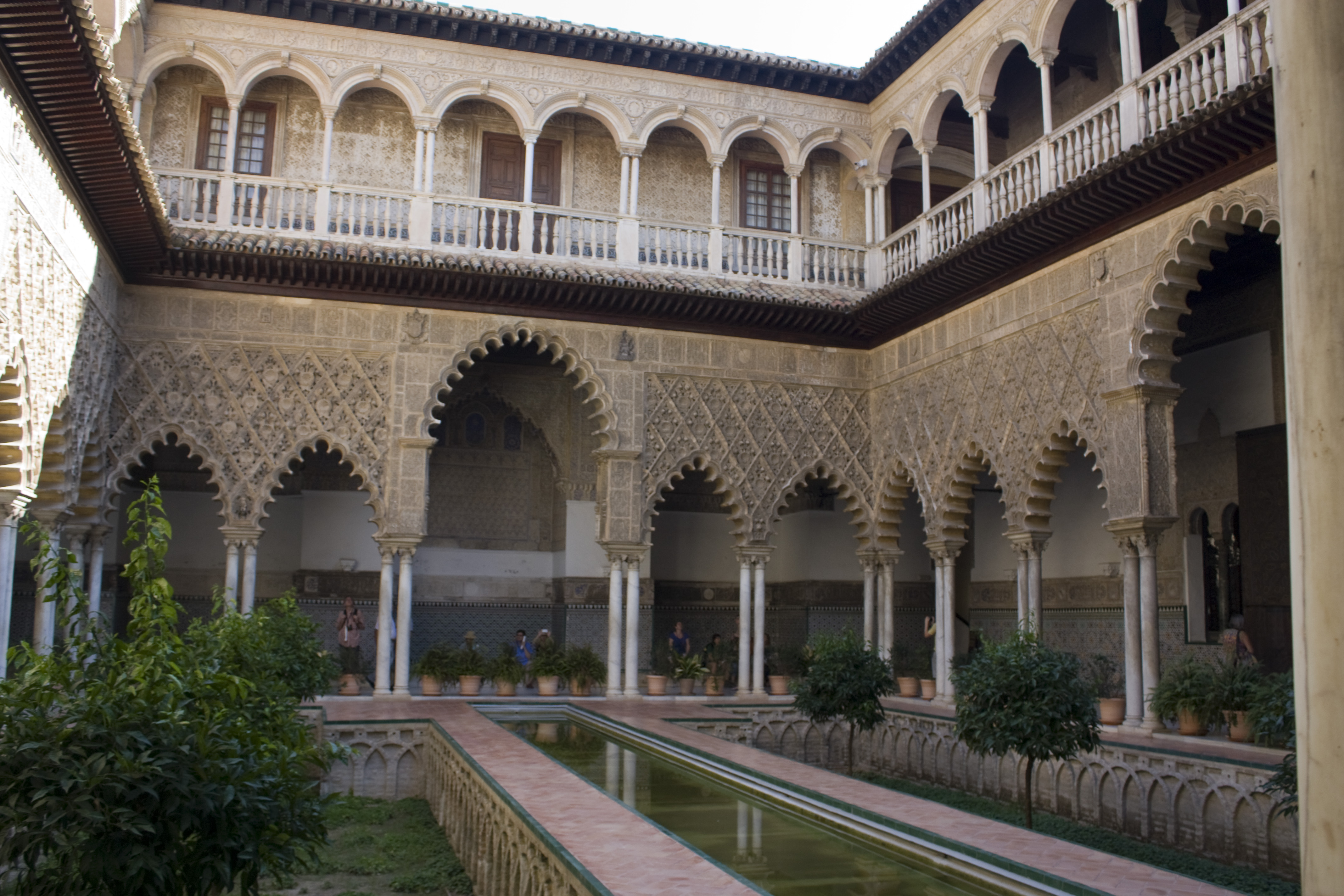
Patio de las Doncellas. Real Alcázar de Sevilla.

En 1275 participó en la guerra contra los musulmanes, defendiendo las tierras comprendidas entre Jerez de la Frontera y Sevilla, de la que era tenente, y ese año las tropas castellanas fueron derrotadas por los benimerines en la batalla de Écija, donde perdió la vida Nuño González de Lara, comandante de las fuerzas cristianas. Y el 1 de marzo de 1276, un año después, el rey le envió una carta en la que le reprochaba que se hubiese apropiado indebidamente de las rentas derivadas de la aduana, el almojarifazgo, y los hornos, molinos y tiendas de la ciudad de Sevilla, que no le pertenecían, y el día 27 de junio del mismo año, Alfonso X ordenó a los almojarifes de Sevilla que pagaran el diezmo a la Iglesia, y que los infractores de dicha orden fueran apresados por Alfonso Fernández el Niño, o por los funcionarios que el rey designase. Y el 26 de enero de 1277 su padre le envió una carta en la que le ordenó que no permitiese que los escribanos, almojarifes, u otros funcionarios demandasen la chancelería de los 8300 maravedíes que la Iglesia sevillana poseía en la aduana y en el almojarifazgo de Sevilla, y en la misma carta su padre le ordenó que obligase a dichos funcionarios a devolver las cantidades de las que se hubieran apoderado indebidamente.
En 1278 Alfonso Fernández participó junto a su hermanastro, el infante Pedro de Castilla, que comandaba la operación, en el sitio de Algeciras, que supuso un desastre para los castellanos. Y el historiador Manuel González Jiménez destaca que Alfonso Fernández, que era un «guerrero experimentado» y «omne de muy grant fazienda», dirigió la vanguardia castellana durante el trayecto hasta Algeciras. Y en 1281 participó junto a su padre y junto a los infantes Sancho, Pedro y Juan en una expedición de castigo contra el reino de Granada, y él se hallaba al mando de la columna situada en la retaguardia del ejército, mientras que las otras columnas fueron dirigidas por su padre y sus hermanastros. 
Alfonso Fernández falleció en 1281, según consta en los Anales Toledanos III, y poco después de haber participado en la campaña de la Vega de Granada llevada a cabo en ese año, y la última mención conocida de su nombre figura en una carta del 26 de agosto de 1281 dirigida por su hermanastro, el infante Juan de Castilla, a la ciudad de Burgos. Algunos historiadores afirmaron en siglos pasados que Alfonso Fernández desapareció sin dejar rastro, y otros que probablemente falleció en Andalucía y que fue enterrado en Sevilla. Y el heraldista Faustino Menéndez Pidal de Navascués, por otra parte, afirmó que no se ha conservado ningún «testimonio heráldico» de Alfonso Fernández que permita conocer cuál fue su escudo de armas o su sello personal.

## Sepultura
El cadáver de Alfonso Fernández el Niño, según recogen algunas fuentes, recibió sepultura en el monasterio de Santa María de Matallana, situado en la actual provincia de Valladolid y actualmente se encuentra en estado ruinoso, aunque dicha afirmación fue desmentida por Gaspar Ibáñez de Segovia, marqués de Mondéjar, en sus Memorias históricas del Rei D. Alonso el Sabio i observaciones a su chronica. Y el historiador Ricardo del Arco y Garay, en su obra Sepulcros de la Casa Real de Castilla, no mencionó dónde fue enterrado Alfonso Fernández, aunque coincidió con otros historiadores al señalar que falleció en 1281.

## Matrimonio y descendencia
Fruto de su matrimonio con Blanca Alfonso de Molina, señora de Molina y Mesa e hija del infante Alfonso de Molina y de Mafalda González de Lara, nacieron dos hijas:
- Isabel Alfonso de Molina (c.1275-1292). Contrajo matrimonio en 1290 con Juan Núñez II de Lara, señor de Lara y de Albarracín e hijo de Juan Núñez I de Lara y de su segunda esposa, Teresa Álvarez de Azagra.[1][33] Falleció sin dejar descendencia y fue sepultada en el monasterio de las Huelgas de Burgos.[1][34]
- Mafalda Alfonso de Molina, que falleció en la infancia y fue sepultada, junto a su madre, en el monasterio de San Francisco de Molina de Aragón.[17]